# Funaria decaryi
Funaria decaryi är en bladmossart som beskrevs av Thériot 1927. Funaria decaryi ingår i släktet spåmossor, och familjen Funariaceae. Inga underarter finns listade i Catalogue of Life.